# 云南蒿
云南蒿（学名：Artemisia yunnanensis）是菊科蒿属的植物，是中国的特有植物。分布于中国大陆的云南、四川、青海等地，生长于海拔3,700米的地区，一般生于石灰岩山谷地区、灌丛、干热山坡与干热河谷及针叶林边缘，目前尚未由人工引种栽培。
其种加词 yunnanensis 意为“云南的”。

## 别名
滇艾（云南），戟叶蒿（四川）